# كريس باترسون
كريس باترسون (بالإنجليزية: Chris Patterson)‏ هو مساعد سائق ‏ بريطاني، ولد في 6 سبتمبر 1968.